# مسجد بی‌بی خانم

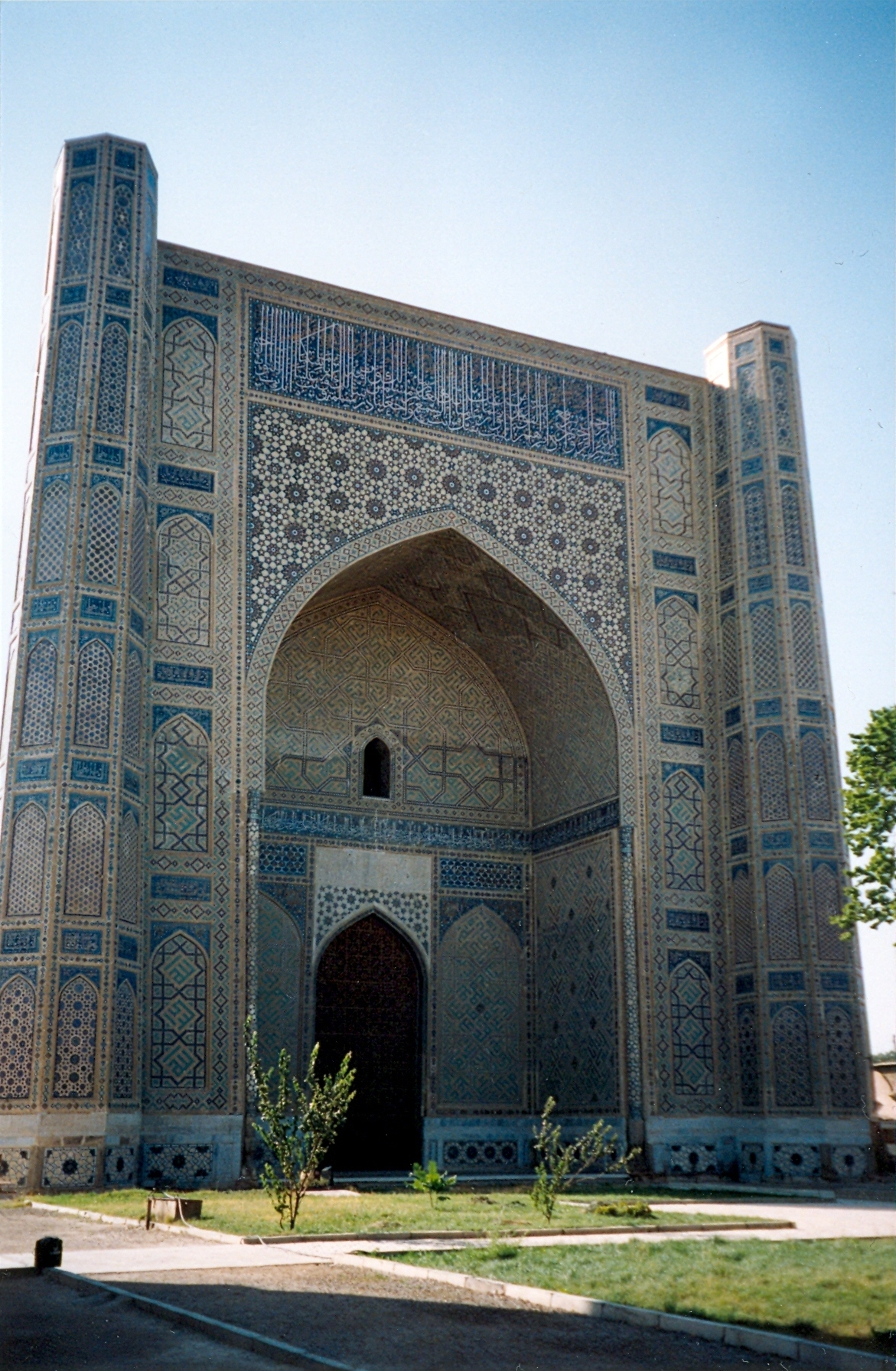

مسجد بی‌بی خانم یا مسجد بی‌بی خاتون یکی از بناهای بنام سمرقند است. بی‌بی خانم نام همسر تیمور بود. تیمور پس از لشکرکشی خود به هندوستان، تصمیم گرفت مسجدی بزرگ را در پایتخت کشور بزرگ خود، سمرقند بسازد.
دیوار خارجی این بنا ۱۶۷ متر درازا و ۱۰۹ متر پهنا و بلندترین نقطه آن (نوک گنبد) ۴۰ متر بلندی و ورودی آ ن هم ۳۵ متر بلندی دارد. قرآن مرمری بزرگی هم در حیاط آن است.
تیمور با غنایم زیادی که (۹۰ فیل آن‌ها را حمل می‌کردند) از هند در سال ۷۷۸ خورشیدی آورده بود خیلی زود دستور ساخت مسجد را داد و در ۵ سال ساخت مسجد به پایان رسید.

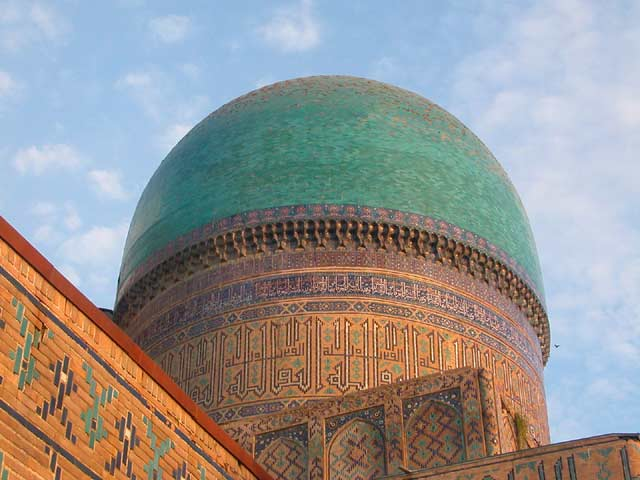
گنبد ۴۰ متری مسجد

به دلیل سرعت زیاد در ساخت این مسجد، بنای آن استحکام کافی را نداشت و به تدریج در سال‌ها و سده‌های پسین دچار آسیب‌های زیادی شد، در پی زلزله سال ۱۲۷۶ خورشیدی، بخش زیادی ازین بنا فروریخت. در سال ۱۳۵۳ این مسجد بازسازی شد.
در جلوی این مسجد بازار سمرقند قرار دارد که با گذشت سده‌های زیاد دگرگونی چندانی نیافته است.

## تاریخ

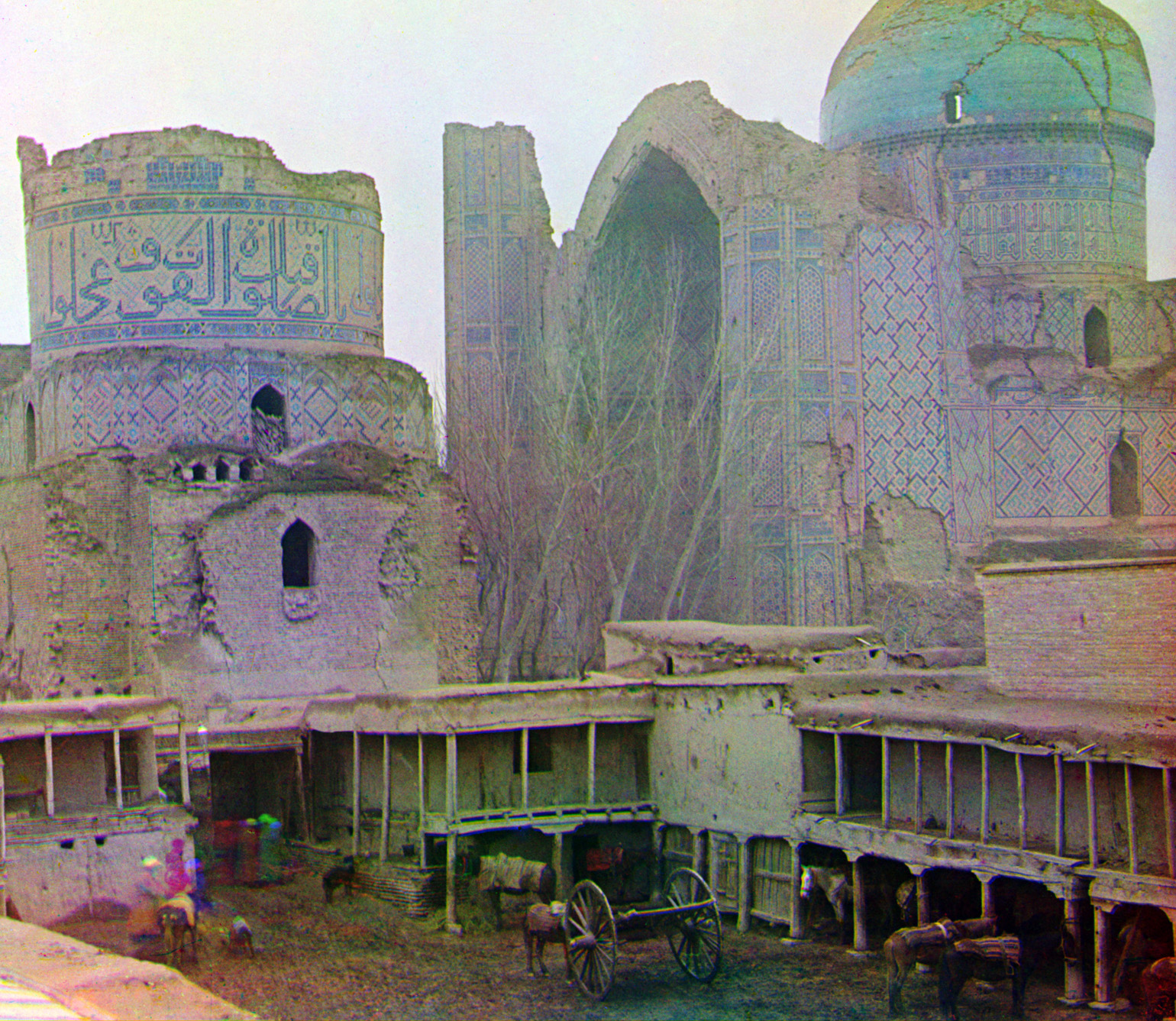
نگاره گرفته شده در اوایل قرن ۲۰ میلادی که مسجد را پس از زلزله نشان می‌دهد.

مسجد جامع بی‌بی خانم یکی از مهم‌ترین بناهای سمرقند ازبکستان است که در سال‌های۷۷۶ تا ۷۸۳ شمسی ساخته شد و از آن به‌عنوان بنایی یادمانی برای مادر همسر تیمور گورکانی یاد می‌شود. این مسجد، بزرگ‌ترین و باشکوه‌ترین بنای تیمور است که در زمان زندگی او احداث شد و در قرن هشتم یکی از مهم‌ترین مساجد جهان اسلام شمرده می‌شد، در قرن سیزدهم از این مسجد تنها ویرانه‌هایی باقی مانده بود که پس از تشکیل جمهوری سوسیالیستی شوروی ازبکستان بخش‌های زیادی از آن مرمت و بازسازی شد و در حال حاضر نیز قابل بازدید است.
تیمور پس از لشکرکشی به هند در سال ۷۷۷ تصمیم به ساخت مسجدی عظیم در پایتخت جدید خود سمرقند گرفت. هنگامی که او در سال ۷۸۴ از این لشکرکشی بازگشت مسجد تقریباً کامل شده بود، با این حال تیمور از پیشرفت بنا خشنود نبود و بنا به دستور او تغییراتی به خصوص در گنبد اصلی ایجاد شد. همسر تیمور گورکانی، سارا ملک خاتون در ساخت و وقف این مسجد بسیار نفش پررنگی داشت. او دختر جغتای خان غازان بود و پس از فوت همسر اولش به همسری تیمور درآمد. تلاش تیمور برای حفظ موقعیت خود به عنوان یک حاکم مرکزی، در تغییر ارتباطات و قدرت‌های موجود در منطقه نقش پررنگی داشت و مسجد بی‌بی خانم به عنوان یک اثر تاریخی نمایانگر قدرت مرکزی تیمور بود.
سارا ملک خاتون در مقابل ورودی مسجد، یک مدرسه به همراه یک آرامگاه بنا کرد. احداث مسجد و مدرسه نشان‌دهنده رقابت بین تیمور و همسرش بود. تیمور که نمی‌خواست بنای مدرسه از بنای مسجد که نماد قدرت امپراطوری او بود بزرگ‌تر باشد دستور داد تا ورودی اصلی مسجد بازسازی شود و مرتفع‌تر از پیش ساخته شود.
از همان ابتدا سازه مسجد مشکل‌هایی داشت و بارها مرمت شد و در طی قرن‌ها توسط زلزله ویران شد، گنبد اصلی آن نیز در سال ۱۲۷۵ ویران شد و درنهایت ۶۰ درصد از بنای آن در ۳۰ سال اخیر بازسازی شد.

## معماری
پلان مسجد به شکل مستطیلی ۱۰۹ در ۱۶۷ متری است و حیاط آن ۷۸ در ۶۴ متر است.
مجموعهٔ بی‌بی خانم یک پلان چهار ایوانی است و دارای سه گنبد پیازی شکل است که بزرگ‌ترین آن‌ها محراب اصلی را شکل می‌دهد و دو گنبدکوچک‌تر دیگر (واقع در بخش شمالی و جنوبی) در طول یک محور عمودی قرار دارند.
ورودی مسجد از شمال شرقی از طریق درگاهی وسیع صورت می‌پذیرد و به صحن منتهی می‌شود. . گنبد اصلی بر فراز قاعده‌ای مربعی به ارتفاع حدود ۴۰ متر در سمت مقابل حیاط قرار دارد. با این وجود، گنبد را نمی‌توان از حیاط دید، زیرا کل ساختمان از داخل توسط پیش‌طاقی پوشانده شده است که یک ایوان عمیق را قاب کرده است. ایوان اجازه ورود به داخل ساختمان زیرین گنبد را نمی‌دهد. این کار را فقط از طرفین می‌توان انجام داد. دو گنبد دیگر مرتبط با ایوان‌ها، با اندازه‌های کوچک‌تر، رو به مرکز اضلاع حیاط هستند. پیش طاق ورودی دارای ایوان‌های ژرف بیرونی و درونی است و محور ایوان‌ها یر محورهای حیاط منطبق است. ایوان‌های از جوانب به حجره‌های مربعی با گنبدهای بلند متصل هستند. ایوان‌های سمت قبله با سردری عظیم به مناره‌ها وصل شده‌اند و گنبدها بر روی یک فضای استوانه ای شکل به نام گریو قرار گرفته‌اند. گنبد محراب اصلی ۴۰ متر ارتفاع دارد و بر خط آسمان سمرقند غلبه کرده است. تنها کتیبهٔ قرآن باقی‌مانده به خط کوفی است و بر روی گریو گنبد به ارتفاع ۲ متر قرار دارد و با خطی درشت نوشته شده تا از مسافت نسبتاً دور نیز قابل خواندن باشد.
روبه‌روی ایوان، شبستان اصلی قرار دارد که محراب در محور آن قرار گرفته شده است و در مرکز شبستان نیز یک رحل عظیم سنگی وجود دارد.
ساخت این سه گنبد در مسجد بی‌بی‌خانم که در زمان تیمور بسیار پیچیده بود، یک نوآوری مهم به کار رفت: ساخت دولایه که تالار گنبد داخلی نه از نظر فرم و نه از نظر ارتفاع با شکل گنبد از بیرون مطابقت ندارد. بین سقف داخلی و گنبد بیرونی فضای خالی وجود دارد. این گنبد سازی باعث شد تا سالن اصلی مسجد به تناسبات و زیبایی‌شناسی داخلی بالای محراب پایبند باشد. در همین حال، گنبد بیرونی ساختمان اصلی به ارتفاع ۴۰ متر می‌تواند برای حداکثر تأثیرگذاری و دید طراحی شده باشد.
نمای داخلی مسجد دارای تذهیب است. مسجد بی‌بی خانم یکی از جاه‌طلبانه‌ترین پروژه‌های معماری دوره تیموری بود و بر معماری آسیای مرکزی و همچنین ایران و افغانستان تأثیر گذاشت

## سبک معماری
تیمور پس از فتح سمرقند فرمان داد تا یک مسجد با ابعاد مناسب پایتخت وسیع و گسترده‌اش ساخته شود. گنبدها از کاشی‌های آبی لعاب‌دار پوشیده شده بودند که ثروت تیمور را نشان می‌دادند. در طرح مسجد بی‌بی خانم از مسجد سلطانیه تبریز ایران الگو برداری شده است. این مسجد چهار ایوان دارد که از قرن ششم تا دوازدهم در مساجد ایران رایج بوده است، اما گنبدخانه‌های پشت ایوان‌های جانبی آن، طرحی نو بودند که پیش از آن در جایی دیده نشده است. طرح مسجد با سایر آثار معماری تیموری هم‌خوانی داشت. این مسجد نه تنها به سنت مساجد تیموری ادامه داد؛ بلکه نمادی از فتوحات جهانی تیمور بود. معماران آن ایرانی و هندی بودند.انتخاب ابعاد غول‌آسا به‌عنوان یک ویژگی اصلی در طراحی بناهای عمومی نشان دهنده تأثیر معماری ماوراءالنهر بر معماری تیموری بود.

## سازه
مسجد از حیث بلندی قوس‌ها چشم‌گیر است، تیمور که قصد داشت بر ارتفاع مسجد بیفزاید از پیروی از اندازه‌های استاندارد چشم‌پوشی کرد.
در این مسجد گنبدهای مسجد دو پوسته بودند و سه کنج‌ها قادر به تحمل وزن آجرها و گنبدها نبودند که این به ویران‌شدن مسجد در گذر زمان منتج شد.

## بازسازی
از ابتدای ساخت، مشکلات یکپارچگی سازه خود را نشان داد و بازسازی‌های مختلفی به منظور نجات مسجد انجام شد.
در اواخر قرن نهم، عبدالله خان دوم (عبدالله خان اوزبگ)، آخرین خان خاندان شیبانی بخارا، تمام کارهای مرمت مسجد بی بی خانم را لغو کرد. پس از آن مسجد آرام آرام خراب شد و به ویرانه‌ای تبدیل شد و در طول قرن‌ها ویرانه‌ها توسط ساکنان سمرقند در جستجوی مصالح ساختمانی غارت شد.
درنهایت مسجد بی‌بی خانم از سال ۱۳۵۲ به‌طور مداوم تحت مرمت و بازسازی قرار گرفت. این بازسازی‌ها تنها بر روی ۶۰ درصد از بنای اصلی صورت پذیرفتند که در اثر زلزله‌های قرون گذشته دچار آسیب و خسارت شده بودند.